# Episodi di Kung Fu (terza stagione)
| nº | Titolo originale                 | Titolo italiano              | Prima TV USA | Prima TV Italia      |
| -- | -------------------------------- | ---------------------------- | ------------ | -------------------- |
| 1  | Blood of the Dragon pt1          | Il sangue del drago 1ª parte |              |                      |
| 2  | Blood of the Dragon pt2          | Il sangue del drago 2ª parte |              |                      |
| 3  | A Small Beheading                | La piccola decapitazione     |              |                      |
| 4  | This Valley of Terror            | La valle del terrore         |              |                      |
| 5  | The Predators                    | I cacciatori di scalpi       |              |                      |
| 6  | My Brother, My Executioner       | Una pistola sepolta          |              |                      |
| 7  | Cry of the Night Beast           | Il grido della vita          |              |                      |
| 8  | The Devil's Champion             | Il campione del diavolo      |              |                      |
| 9  | The Garments of Rage             | La via perduta               |              |                      |
| 10 | Besieged: Death on Cold Mountain | La Monaca Shaolin 1ª parte   |              |                      |
| 11 | Besieged: Cannon at the Gates    | La Monaca Shaolin 2ª parte   |              |                      |
| 12 | The Demon God                    | Dio demone                   |              |                      |
| 13 | The Vanishing Image              | La figlia della nebbia       |              |                      |
| 14 | A Lamb to the Slaughter          | Il debito                    |              |                      |
| 15 | The Forbidden Kingdom            | Il regno proibito            |              |                      |
| 16 | One Step to Darkness             | La miniera                   |              |                      |
| 17 | Battle Hymn                      | I pacifisti                  |              |                      |
| 18 | Barbary House                    | L'uomo che taceva            |              |                      |
| 19 | Flight to Orion                  | Le Radici del Tempo          |              | Trasmesso da Duel Tv |
| 20 | The Brothers Caine               | I fratelli Caine             |              |                      |
| 21 | Full Circle                      | Il cerchio pieno             |              |                      |
| 22 | The Thief of Chendo              | Il ladro di Chendo           |              |                      |
| 23 | Ambush                           | Agguato                      |              |                      |
| 24 | The Last Raid                    | L'ultimo attacco             |              |                      |